# Dendrocitta cinerascens
La urraca de Borneo (Dendrocitta cinerascens) es una especie de ave paseriforme de la familia Corvidae.

## Distribución y hábitat
Es endémica de los bosques de montaña de las islas de Borneo, en las islas mayores de la Sonda (Indonesia).